# مليسيا توريو
مليسيا توريو (بالفرنسية: Mélissa Theuriau)‏ (من مواليد 18 يوليو 1978، غرونوبل، فرنسا).

## الوظيفة
مذيعة أخبار فرنسية، وتوصف بأنها من أجمل النساء في فرنسا بل من أجمل المذيعات العالميات.

## التعليم
في عام 2000 حصلت على دبلوم جامعة (DUT) في الصحافة رسالة من معهد غرينوبل للتقنية في فرنسا.
وفي عام 2002 حصلت على شهادة الماجستير في الصحافة السمعية البصرية من معهد الاتصالات والإعلام في إيشيرول.

## أخبار عنها
كشفت عن تعرضها لحملة عنصرية نتيجة علاقة عاطفية تجمعها معها الفنان من أصول مغربية جمال دبوز. وقالت مليسيا توريو إن الأمر الوحيد الذي تغير في حياتها بعد علاقتها مع النجم الرومنسي هو تلقيها سيل كبير من الرسائل الإلكترونية التي تحتوي على شتائم وسباب. وأضافت النجمة التلفزيونية، التي توصف أنها من أجمل نساء فرنسا، أن هناك من يحذرها من الانحدار بعد أن أصبحت «الأيقونة الجديدة» للصحافة الفرنسية. ولهذا فإنها لا تشعر بالاطمئنان إلى حالة البلد الذي تعيش فيه، وذلك بحسب التقرير الذي ورد في صحيفة «الشرق الأوسط» اللندنية الخميس 18-10-2007.
وللرد على أصحاب تلك الرسائل«الحاقدة»، قالت ميليسا إنها بدأت بالظهور في الأماكن العامة والمناسبات الفنية وهي تمسك بيد جمال دبوز وقام الاثنان، الاسبوع الماضي، بسفرة مشتركة إلى مدينة أفينيون، وسط فرنسا، لحضور الحفل الذي أُقيم لمنفعة الأطفال المصابين بـ«الايدز». يشار إلى أن المسؤولين في القناة التلفزيونية الأولى، قد رشحوا ميليسا لتقديم نشرة أخبار المساء، في صيف 2006، أثناء الإجازة السنوية للمذيعة الشهيرة كلير شازال. ورغم أنها كانت فرصة ذهبية تحلم بها كل العاملات في الصحافة المرئية، فإن ميليسا اعتذرت عن عدم قبولها العرض المغري لأنها تريد أن تشق طريقها الخاص ولا تفضل أن تكون بديلة لغيرها. وبالفعل جاءتها الفرصة عندما عرض عليها أن تتسلم برنامج التقارير الناجح «مناطق ممنوعة».

## حياتها الشخصية
يوم 29 مارس 2008 أصبحت تواعد الممثل المشهورجمال دبوز؛ وتزوج الاثنان يوم 7 مايو 2008. أنجبت طفل رضيع ولد في 3 ديسمبر 2008 عن اسمه ليون محمد.

## وصلات خارجية
- مليسيا توريو على موقع IMDb (الإنجليزية)
- مليسيا توريو على موقع ألو سيني (الفرنسية)
- مليسيا توريو على موقع قاعدة بيانات الفيلم (الإنجليزية)

موقع ميليسا الرسمي